# Субдиференціал

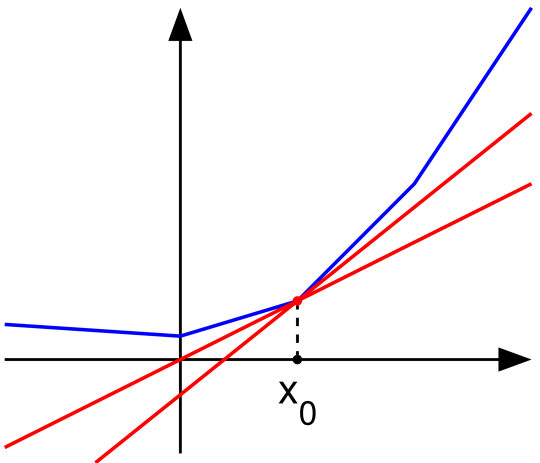
Опукла функція (синя) та «лінії субградієнту» в x_{0} (червоні).

У математиці, зокрема, в опуклому аналізі, поняття субдиференціалу та субградієнту є узагальненнями відповідних понять диференціалу та градієнту класичного аналізу.

## Визначення
Нехай {\displaystyle f:\mathbb {R} ^{n}\rightarrow \mathbb {R} } — функція на евклідовому просторі {\displaystyle \mathbb {R} ^{n}.} Вектор {\displaystyle g\in \mathbb {R} ^{n}} називається субградієнтом функції {\displaystyle f(x)} в точці {\displaystyle {\bar {x}}\in \mathbb {R} ^{n},} якщо справджується нерівність
{\displaystyle g\in \mathbb {R} ^{n}:f(x)-f({\bar {x}})\geq g^{T}(x-{\bar {x}})\quad \forall x\in \mathbb {R} ^{n}\}}
Множина всіх субградієнтів називається субдиференціалом функції f(x) в точці {\displaystyle {\bar {x}}} і позначається {\displaystyle \partial f({\bar {x}})}. Використовуючи математичну символіку можна записати визначення субдиференціалу:
{\displaystyle \partial f({\bar {x}})=\{g\in \mathbb {R} ^{n}:f(x)-f({\bar {x}})\geq g^{T}(x-{\bar {x}})\quad \forall x\in \mathbb {R} ^{n}\}}

## Приклад
Для функції {\displaystyle f:\mathbb {R} \rightarrow \mathbb {R} :x\mapsto |x|} однієї дійсної змінної маємо:
{\displaystyle \partial f({\bar {x}})={\begin{cases}\{-1\}&{\bar {x}}<0\\\left[-1,1\right]&{\bar {x}}=0\\\{1\}&{\bar {x}}>0\end{cases}}}

## Властивості
- Опукла функція {\displaystyle f:\mathbb {R} \to \mathbb {R} } є диференційовною в точці {\displaystyle x_{0}} тоді і тільки тоді, коли субдиференційал функції {\displaystyle f} в точці {\displaystyle x_{0}} складається з єдиного числа. Це число і є похідною функції {\displaystyle f} в точці {\displaystyle x_{0}}.
- Точка {\displaystyle x_{0}} є точкою глобального мінімуму опуклої функції {\displaystyle f} тоді і тільки тоді, коли нуль входить до її субдиференціалу, тобто коли на рисунку вище можна провести горизонтальну дотичну в точці {\displaystyle x_{0}} до графіку функції {\displaystyle f}.
- Якщо {\displaystyle f} і {\displaystyle g} є опуклими функціями з субдиференціалами {\displaystyle \partial f(x)} і {\displaystyle \partial g(x)}, то субдиференціалом функції {\displaystyle f+g} є {\displaystyle \partial (f+g)(x)=\partial f(x)\oplus \partial g(x)}, де {\displaystyle \oplus } позначає суму Мінковського.